# عرصه نبرد ویچر
عرصه نبرد ویچر (به انگلیسی: The Witcher Battle Arena) یک بازی ویدیویی رایگان در سبک چند نفره عرصه نبرد آنلاین (MOBA) بود که توسط سی‌دی پروجکت تولید و منتشر شد. این بازی برای اندروید، آی‌اواس و ویندوز فون در سال ۲۰۱۵ منتشر شد و تا پایان همان سال که سرورها بسته شدند، قابل بازی بود.

## گیم پلی بازی
عرصه نبرد ویچر یک بازی در ژانر میدان جنگ آنلاین چند نفره (موبا) بود که در جهان ویچر اتفاق می‌افتاد. این بازی از کنترل‌های صفحه لمسی استفاده می‌کرد و شامل هشت قهرمان بود که از شخصیت‌های قابل بازی از این مجموعه آمده بودند و هر کدام با سه مهارت حضور داشتند. امکان بازکردن محتوای اضافی از طریق پرداخت درون برنامه امکان‌پذیر بود.

## توسعه و انتشار
عرصه نبرد ویچر توسط استودیوی بازی‌های ویدیویی لهستانی سی‌دی پروجکت و Fuero Games با استفاده از موتور بازی یونیتی ساخته شد. توسعه دهندگان تصمیم گرفتند تا با استفاده از مدل تجاری بازی‌های رایگان و پرداخت‌های درون برنامه ای بازی را منتشر کنند. تصمیم برای ایجاد اسپین اف در سبک موبا به عنوان فرصتی برای گسترش جهان ویچر بر روی دستگاه‌های بیشتر تلقی می‌شد.
این بازی برای اولین بار در نمایشگاه رسانه و تجارت ای۳ ۲۰۱۴ به نمایش درآمد و قرار بود در اواخر سال ۲۰۱۴ در رایانه‌ها و دستگاه‌های همراه اندروید، آی‌اواس و ویندوز فون منتشر شود. نسخه‌های اندروید و آی‌اواس در ۲۲ ژانویه ۲۰۱۵ و بعداً رد همان سال برای ویندوز فون منتشر شد. سرورهای بازی در ۳۱ دسامبر ۲۰۱۵ خاموش شدند.

## بازتاب‌ها
| گردآورنده | امتیاز |
| --------- | ------ |
| متاکریتیک | 63/100 |

| ناشر        | امتیاز |
| ----------- | ------ |
| TouchArcade | [ ۲ ]  |

عرصه نبرد ویچر با توجه به وب سایت بازبینی جمعی متاکریتیک نقدهای «مختلط یا متوسط» را از منتقدان دریافت کرد.